# Cyclopsitta
Cyclopsitta is een geslacht van vogels uit de familie van de papegaaien van de Oude Wereld (Psittaculidae).

## Soorten
Het geslacht omvat de volgende soorten:
- Cyclopsitta diophthalma  – Dubbeloogvijgpapegaai
- Cyclopsitta gulielmitertii  – Blauwvoorhoofdvijgpapegaai
- Cyclopsitta melanogenia  – Roetwangvijgpapegaai
- Cyclopsitta nigrifrons  – Zwartvoorhoofdvijgpapegaai